# Trochaclis versiliensis
Trochaclis versiliensis is een slakkensoort uit de familie van de Trochaclididae. De wetenschappelijke naam van de soort is voor het eerst geldig gepubliceerd in 1992 door Warén, Carrozza & Rocchini in Warén.